# Саванна (Джорджия)
Сава́нна (англ. Savannah) — город в штате Джорджия в Соединённых Штатах Америки на побережье Атлантического океана. Порт в устье реки Саванна.

## История
Основана 1 (12) февраля 1733 года генералом, масоном и филантропом Джеймсом Оглторпом.
Во время Войны за независимость контролировалась англичанами, в 1779 была осаждена французскими и американскими войсками, в числе которых находились «отец американской кавалерии» Казимир Пулавский и будущий король Гаити Анри Кристоф. Разыгралась кровавая битва, в ходе которой был смертельно ранен Пулавский, после чего американцы отступили. Англичане удерживали город вплоть до 1782 года.

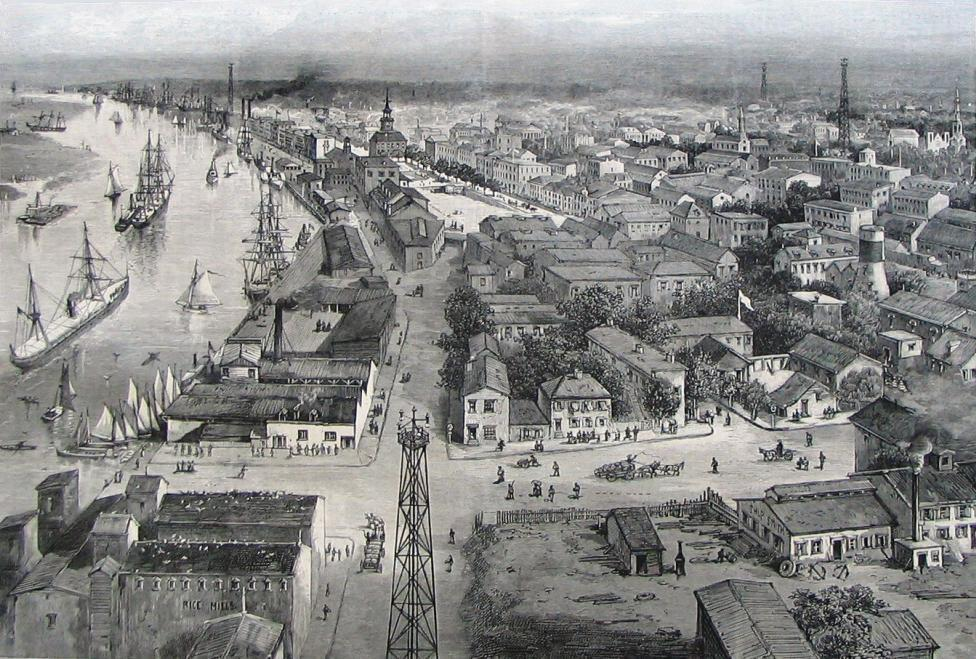
Саванна в конце XIX века

Другая кампания разыгралась под стенами Саванны в 1864 году, когда после взятия Атланты генерал Шерман решил завладеть и этим городом. Этот поход известен как «марш Шермана к морю». На этот раз штурм был удачным, и генерал смог «подарить» город на Рождество президенту Линкольну.
Саванна была названа по названию местной реки Саванны, название которой, вероятно, происходит от одного из названий Шауни, коренного индейского племени, которое мигрировало к реке в 1680-е годы.
Тогда Шауни разгромили другое индейское племя, Весто и заняли их земли, расположенные вдоль реки Саванна.

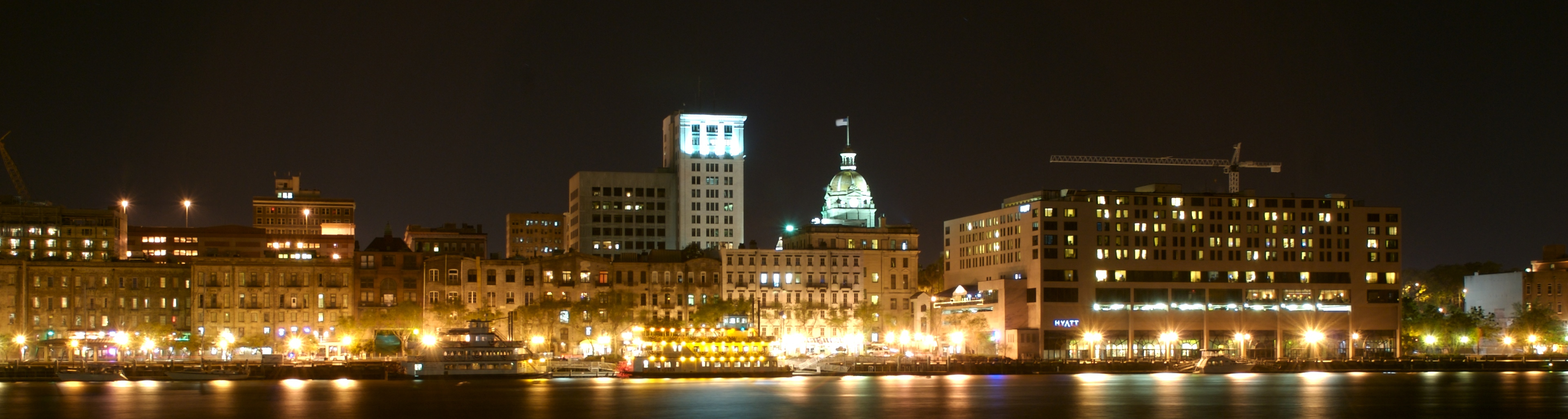
Ночная Саванна

Другая теория состоит в том, что имя Саванна относится к обширной болотистой местности в окрестностях реки на многие мили вглубь, и является производным от английского термина «Саванна»
Дважды (1955, 1968) город был награждён премией «All-America City Award» (с англ. — «Всеамериканский город») присуждаемой Национальной гражданской лигой, которую неофициально называют «Нобелевской премией за конструктивное гражданство» и которая выдается за активную гражданскую позицию жителей некорпоративных сообществ Соединённых Штатов в жизни местного самоуправления.

## География
В соответствии с данными Бюро переписи населения США, Саванна имеет общую площадь 202,3 квадратных километра, из которых 193,5 км² — суша и 8,8 км² — водная поверхность (4,31 %). Саванна является основным портом на реке Саванна, и самым большим во всём штате Джорджия.
Город подвержен наводнениям. Пять каналов и несколько насосных станций были построены, чтобы помочь уменьшить последствия наводнений: канал на улице Fell, канал Pipemaker’s, канал Kayton, канал Springfield и Casey, из которых первые четыре выходят в реку Саванна.

### Климат
Климат Саванны — субтропический океанический, характеризующийся долгим и почти тропическим летом, и мягкой зимой, с температурами ниже 0°С только несколько раз за весь зимний период (могут быть снегопады, но, как правило, редко). Самая высокая температура (41°С) была зафиксирована в 1986 году, самая низкая (-16°С) — в 1985-м.
| Показатель                    | Янв. | Фев. | Март | Апр. | Май  | Июнь  | Июль  | Авг.  | Сен.  | Окт. | Нояб. | Дек. | Год    |
| ----------------------------- | ---- | ---- | ---- | ---- | ---- | ----- | ----- | ----- | ----- | ---- | ----- | ---- | ------ |
| Абсолютный максимум, °C       | 29   | 30   | 34   | 35   | 38   | 40    | 41    | 40    | 39    | 36   | 32    | 28   | 41     |
| Средний суточный максимум, °C | 16   | 18   | 22   | 26   | 29   | 32    | 34    | 33    | 30    | 26   | 22    | 17   | 25     |
| Средняя температура, °C       | 10   | 12   | 15,5 | 19   | 24   | 26,5  | 29    | 27    | 25    | 20   | 16    | 11   | 19,6   |
| Средний суточный минимум, °C  | 4    | 6    | 9    | 12   | 17   | 21    | 23    | 22    | 20    | 14   | 9     | 5    | 13     |
| Абсолютный минимум, °C        | −16  | −13  | −7   | −2   | 4    | 9     | 16    | 14    | 6     | −2   | −9    | −13  | −16    |
| Норма осадков, мм             | 93,7 | 73,4 | 94,7 | 78   | 75,7 | 151,7 | 142,2 | 166,6 | 116,3 | 93,7 | 60,2  | 74,9 | 1221,4 |
| Источник: Weather.com         |      |      |      |      |      |       |       |       |       |      |       |      |        |

## Экономика
В течение первых двух веков со своего основания (1733 г.) сельское хозяйство являлось существенным для экономики Саванны. Производство шёлка и индиго, востребованных в Англии — ранние экспортные продукты. Так в 1767-м году, почти тонна шелка в год было экспортировано в Англию.
Мягкий климат Джорджии представляет идеальные условия для выращивания хлопка, который стал доминирующим товаром после Американской революции. Его производство на плантациях и провозка через городской порт помогла европейским иммигрантам добиться богатства и процветания.
В девятнадцатом веке порт Саванны стал одним из самых активных в Соединенных Штатах, в связи с чем жители города имели возможность потреблять одни из лучших товаров в мире, ввозимые иностранными купцами. Городской порт всегда был основой экономики города.
В первые годы существования Соединенных Штатов, товары, произведенные в Новом Свете, обязательно проходили через Атлантические порты, такие как в Саванне, прежде чем они могли отправиться в Англию.
Между 1912 и 1968-и годами компания Savannah Machine & Foundry существовала как самостоятельное предприятие; в дальнейшем — как подразделение Aegis Corporation — судостроительное предприятие города.
В настоящее время городской порт, торговля, военная и туристическая сфера — четыре основных экономические отрасли Саванны. Сообщается, что в 2006 году город посетили 6,85 млн человек. По сообщениям официальных источников, в 2011-м году число туристов увеличилось до 12,1 миллиона. Проживание, ресторанный бизнес, развлечения и перевозку туристов транспортировки принесли общий доход городу более 2 млрд. $, и в эту сферу вовлечено более 17 тыс. человек.
Уже много лет в Саванне работает Union Camp Corporation, где размещался крупнейший в мире бумажный комбинат. Завод в настоящее время принадлежит международной компании International Paper, которая является одним из крупнейших работодателей города. В Саванне также расположена Gulfstream Aerospace Corporation, производитель частных самолётов, и других крупных промышленных изделий.

## Достопримечательности
- Особняки на Телфэр-сквер (архитектура начала XIX века).
- Исторический музей.
- Музей негритянского наследия.
- Музей-усадьба колониальной эпохи.

## Города-побратимы
- Батуми, Грузия
- Патры, Греция
- Цзюцзян, Китай
- Галле, Германия
- Кая, Буркина-Фасо

## Спорт
Вблизи города в 1996 году прошли соревнования по парусному спорту на XXVI летних Олимпийских играх.